# Calibmatic
Calibmatic was een systeem van Yamaha-motorfietsen dat zorgde voor aanpassing van de carburatie van tweetaktmotoren bij luchtdrukverschil.

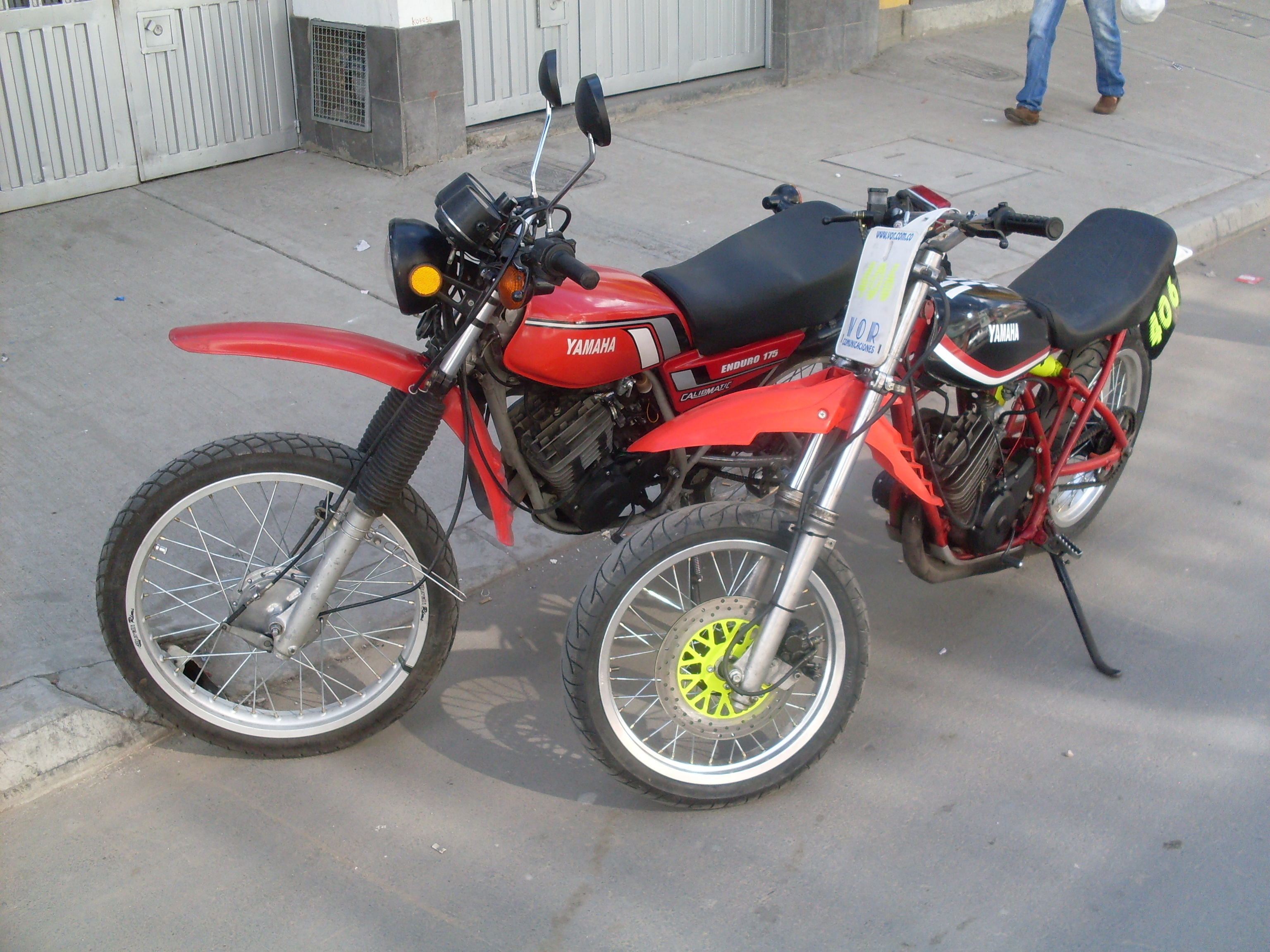
Links de Yamaha DT 175 Calibmatic

Het systeem werd in 1980 geïntroduceerd, ongeveer tegelijk met het Yamaha Induction Control System.
YICS verbeterde de gasstromen tussen de inlaatkanalen van de cilinders, Calibmatic was bedoeld om het verschil in luchtdruk (met name bij motorsporten op verschillende circuits) te compenseren. Tot dat moment moesten coureurs of monteurs voor elke luchtdruk de juiste sproeier zoeken om de brandstoftoevoer aan te passen aan de hoeveelheid zuurstof in de lucht. Het systeem werkte tussen de venturi en de vlotterkamer. Daar zat een gasgevulde balg die uitzette naarmate de buitenluchtdruk daalde. Een klepje sloot dan het luchttoevoergaatje af, waardoor de druk ongeveer gelijk bleef. Een tweede klepje deed hetzelfde voor het stationaire gedeelte van de carburateur. Het resulteerde in een constante lucht/brandstofverhouding bij rijden op verschillende hoogten.
Hoewel in eerste instantie bedacht voor de motorsport, bracht Yamaha ook een aantal Calibmatic-modellen uit, vooral allroads die bestemd waren voor bergachtige gebieden.